# Kim Yushin
Kim Yushin (595 – 18 de agosto, 673) era un general del reino de Silla que gobernó el sureste de Corea durante el período de los Tres Reinos. Kim ayudaría a Silla a unificar a Corea, famoso líder de un ejército al que se le encomendó aplastar el reino rival de Baekje (Paekche) en 660. Sus hazañas le han ganado un estatus legendario en su propia vida, una posición elevada que todavía disfruta actualmente en Corea.

## Vida y leyendas
Kim Yushin era hijo del general Kim Seohyeon (el segundo hijo del general Kim Mu-ryeok) y Lady Manmyeong, que era hija de Kim Sukheuljong (김숙흘종; 金 肅訖宗; hermano menor del rey Jinheung de Silla). Nació en Gyeyang, condado de Jincheon en 595, se convirtió en un guerrero Hwarang a los 15 años y fue un espadachín consumado y un Gukseon (국선, 國仙; líder Hwarang) cuando tenía 18 años. 
Varias leyendas sobre Kim aparecen en el Samguk Sagi (Registros históricos de los tres estados) escrito en 1146 por Kim Pusik. Una de esas leyendas dice que antes de su nacimiento su padre soñó con los planetas Saturno y Marte cayendo sobre él mientras su madre soñaba que un niño entraba en su habitación luciendo armadura de oro brillante mientras flotaba sobre una nube, ambos eran indicios de su futura carrera militar.
A la edad de 14 años, se unió al hwarang ("Caballeros Florecidos"), un grupo de adolescentes de la élite de Silla que se dedicaban a cantar, bailar y estudiar los principios del Confucianismo y el Budismo. El grupo particular de Kim Yushin era conocido como la Banda del Árbol de la Flor del Dragón, y Kim fue según se informa un modelo de buenas obras y espiritualidad. Otra leyenda del Samguk Sagi habla de la época en que Kim entró en una cueva en las montañas a los 16 años. Después de purificarse y orar durante cuatro días, juró al cielo que lucharía y derrotaría el reino de Goguryeo (Koguryo) y a las tribus Malgal del norte. Un anciano entonces ve al joven Kim y, al oír su resolución, le da una fórmula mágica de descripción desconocida. Un año más tarde, Kim, ahora en un valle profundo, pasa por el mismo proceso y le pide a los cielos que le den poderes especiales a su espada. Después de tres días una luz brilla abajo de los cielos y la espada se sacude. Estas leyendas ayudan a explicar las grandes hazañas militares alcanzadas por Kim cuando más tarde se convertiría en un general del ejército de Silla. Llegó a ser un espadachín consumado y un Gukseon (국선, 國仙; líder Hwarang) cuando tenía tan solo 18 años.
Al llegar a la edad adulta se casó con la hermana de su buen amigo, el célebre diplomático Kim Chunchu (d. 661), y más tarde le ayudó a tomar el trono de Silla como rey Muyeol de Silla (r 654 - 661 AD) y a estrechar las relaciones con la poderosa Dinastía Tang (618 - 907 AD) de China. Juntos, el par se conoce como "Los dos Kim". El rey Muyeol tomó entonces como su reina a la hermana más joven de Kim Yushin, quien, con su linaje real de Gaya, ayudó a proporcionar una mayor unidad al nuevo Reino Unificado de Silla.
A la edad de 34 años (en 629) le habían dado el mando total de las fuerzas armadas de Silla. Tres años después, la prima de Kim Yushin, la princesa Deokman, se convirtió en la reina Seondeok de Silla y mantuvo a Kim Yushin como comandante en jefe del ejército real. Durante el reinado de la reina Seondeok (632 - 647 AD), Kim Yushin poseía diez mil soldados privados, ganó muchas batallas contra Baekje y se convirtió en uno de los hombres más poderosos de Silla.

### Rescate de Kim Chunchu
En 641, durante el reinado de la reina Seondeok, Kim Chunchu fue enviado en una misión diplomática al rey Bojang de Goguryeo buscando ayuda contra un Baekje cada vez más agresivo. El rey de Goguryeo, sin embargo, sólo ayudaría si Silla dejaba parte del territorio que habían tomado previamente de su reino. Seondeok se negó y Chunchu fue encarcelado. La reina despachó entonces un ejército de 10 000 hombres dirigido por Kim Yushin, ahora general, para rescatar a Chunchu y reprender a Pojang por su impudencia. Cuando el monarca Goguryeo descubrió que un ejército estaba en camino, rápidamente liberó a su cautivo sin ningún derramamiento de sangre.

### Conquistando Corea
Los tres reinos de Corea - Silla, Baekje y Goguryeo - habían estado luchando entre sí durante siglos, pero la formación de una enorme fuerza armada entre Tang y Silla en 660 finalmente decidió cuál de ellos controlaría la península. El ejército de Silla de 50.000 hombres fue conducido por Kim Yushin mientras que el emperador Gaozong de Tang envió a una marina de 130.000 hombres que navegaron por el río de Paek (actual Kum) comandado por el general Su Dingfang. Frente a una fuerza tan abrumadora viniendo de dos frentes, Baekje fue atrapado en un movimiento de pinza cuando Kim Yushin cruzó las montañas de Sobaek. Los ejércitos se reunieron en la llanura de Hwangsan, y el ejército de Baekje dirigido por el general Kyebaek fue desviado. La capital Sabi fue aplastada y el reino completamente barrido a un lado.
Una vez más, los Tang fueron fundamentales en los asuntos coreanos cuando Pionyang, la capital de Goguryeo, fue atacada por un ejército chino en 661. El cerco no tuvo éxito, sin embargo, sólo las acciones de Kim Yushin, que logró suministrar cantidades masivas de arroz, salvaron al ejército Tang de una capitulación de invierno. Otra leyenda de Kim contada en el sagi de Samguk sucede durante este tiempo. Cuando la fortaleza de Silla en la Montaña del Norte de Han fue asediada durante diez días por una fuerza conjunta de Goguryeo y Malgal, una estrella brillante cayó hacia el campamento de los sitiadores y este evento trascendental fue inmediatamente seguido de terremotos y lluvias torrenciales. Los enemigos atemorizados huyeron de su campamento y este alivio inesperado es ampliamente acreditado a la solicitud de Kim para la asistencia divina en un monasterio budista.
Volviendo a una historia más definida, Goguryeo no duraría mucho más tiempo, y con Kim por ahora en retiro, otro ejército Tang nuevamente asedió Pionyang en 667. La ciudad cayó finalmente en 668, y el reino de Goguryeo fue convertido en una provincia china. Esto dejó el camino libre para que Silla unificara Corea y gobernara solo, lo cual hizo como el Reino Unificado de Silla hasta 935.

## Retiro y tumba
Kim Yushin fue recompensado por sus esfuerzos en las campañas. En 668, el rey Munmu le otorgó el título honorífico de Taedaegakgan (태대각간, 太大 角干), algo así como "El Heraldo Supremo de la Defensa" (literalmente "el gran-gran-trompeta-escudo"). Según informes recibió una aldea de más de 500 hogares, y en 669 se le dieron 142 fincas de caballos separadas, repartidas por todo el reino. Murió cuatro años más tarde, dejando atrás a diez hijos.
Kim Yushin vivió hasta la edad de 79 y es considerado como uno de los más famosos generales y maestros de espadachin en la historia de Corea. Él es el foco numerosas historias y leyendas, y es familiar a la mayoría de los coreanos desde una edad muy temprana. Después de su muerte el 18 de agosto (el primer día del séptimo mes lunar) de 673. El rey Heungdeok (826-836) le concedió más tarde a Kim Yusin el título póstumo de "Gran Rey Húngmu" (Húngmu Taewang, "Gran Rey promotor de Guerreros") y fue enterrado al pie de la montaña de Songhwa, cerca de Gyeongju en el sureste de Corea, en una tumba tan espléndida como la de los reyes. El montículo de tierra en el que fue enterrado está rodeado por 12 placas de piedra, cada una con un signo del zodíaco animal oriental tallado en relieve para proporcionar protección eterna al general enterrado. Entre sus descendientes se encuentran su hijo, Wonsul, que era un miembro famoso del hwarang y un general del ejército de Silla, y su tataranieto, Kim Am, un famoso astrónomo del siglo VIII AD.

## Familia
Kim Yushin tuvo dos hermanas, Kim Bohui y Kim Munhui (Hangul: 김문희, Hanja: 金文姬). Kim Munhui, sería conocida posteriormente como la reina Munmyeong de Silla (Hangul: 문명왕후, Hanja: 文明王后), al casarse con el amigo de infancia de Yushin, Kim Chunchu o más conocido como el Rey Taejong Muyeol de Silla, a quien se le atribuye haber liderado la unificación de la península coreana bajo Silla. Muyeol y Munmyeong eran los padres del rey Munmu de Silla y Kim Inmun.
La tercera esposa de Kim Yushin, Lady Jiso (智炤夫人), era la tercera hija del rey Muyeol de Silla. Yushin tuvo diez hijos. Su segundo hijo, Kim Wonsul, desempeñaría más adelante un papel central en concretar la independencia de Silla de la dinastía Tang.